# Hohenwestedt
Hohenwestedt là một đô thị thuộc quận Rendsburg-Eckernförde, bang Schleswig-Holstein.